# Глаголица
Глаго̀лицата е азбука, създадена от византийските духовници Кирил и Методий в периода между 855 и 862 година. Предназначена за превод на богослужебна литература за християнската църква във Великоморавия, тя става и първата азбука, специално адаптирана за писане на славянски езици.
На глаголица са били написани първите преводи на църковна литература, с които св. Кирил и св. Методий и техните ученици са разпространявали християнството във Великоморавия и Панония през IX век.
На глаголица са били написани и първите български оригинални произведения. Този ранен период се отразява например от Киевските листове, в които се откриват фонетични промени и думи, характерни за езика на западните славяни.

## Произход и значение на името
Названието глаголица идва от думата глаголъ, означаваща „дума“ (такова е и названието на буквата Г). Тъй като глаголати означава говоря, глаголицата поетично е наричана „знаците, които говорят“.
Самото название е образувано от удвоения общославянски корен *gol (срв. стб. глаголъ, глаголати, и др., без удвоение: гласъ, гласити, глашати).
Названието на азбуката на чешки е hlaholice, на словашки – hlaholika, на полски – głagolica, на руски – глаголица, на хърватски и сръбски – glagoljica (глагољица).

## История
През 863 г. Константин-Кирил Философ и брат му Методий са изпратени от византийския император Михаил III да покръстят западните славяни и да организират богослужение във Великоморавия. Това е станало по молба на великоморавския княз Ростислав. За тази цел Константин-Кирил Философ създал една нова азбука – глаголицата. Тя е била използвана за държавни и религиозни документи и книги, а също и в създадената от Кирил Великоморавска академия (Великоморавско училище), където са били обучавани учениците на Константин Философ и Методий.
През септември 885 г. папа Стефан VI издава була, с която забранява богослужението на славянски език. От друга страна княз Святополк защитава интересите на Франкската империя и така през 886 г. и учениците на Константин-Кирил Философ и Методий са били принудени да избягат в България. С тяхното идване глаголицата е получила широко разпространение там. С глаголица и кирилица (създадена в Преславската книжовна школа в края на IX век) са пишели старобългарските книжовници от IX, X и XI в. В Североизточна България са открити и многобройни надписи, писани с глаголица.
Някои от учениците са посетили Хърватско и Далмация, където възникнал ъглестият вариант на глаголицата и останал в употреба доста дълго време. Други отишли в Бохемия, където използването ѝ е частично възстановено през X и XI век.
В продължение на няколко века глаголицата и кирилицата се употребяват заедно, като постепенно кирилицата измества глаголицата през Средновековието. Отделни откъси или думи, писани с глаголица, се откриват в кирилски ръкописи до XIV век.
С глаголица са писали и в Русия, но доста рядко. В Хърватско глаголицата в т.нар. ъглест или илирийски вариант се запазва най-дълго – до средата на XVII в., но дори в края на XIX в. там излиза от печат богослужебна книга на нея.
От IX век нататък, в зависимост от предназначението на текста, се развиват различни типове писмо – устав, полуустав, попгерасимово писмо, под силно влияние на гръцкия минускул (бързопис).
Усъвършенства се и начинът на оформяне на ръкописната книга. Под влияние на украсата във византийските ръкописи през XIII – XIV век в славянските книги се налагат три стила:
- заставки – украсени композиции преди началото на блок;
- инициали – украсена начална буква;
- концовки – завършителни орнаментални мотиви, оформящи края на текста.

Появяват се илюстративни цикли в царските кодекси – като Томичовия псалтир около 1360 г., Лондонското евангелие от 1356 г., Манасиевата летопис от 1344-45 г., Мюнхенския сръбски псалтир от края на XIV век, Киевския псалтир от 1397 г. Първата буква се украсява и оцветява в червен, син или зелен цвят или се изписва със злато.
През 1483 г. във Венеция е отпечатана първата книга с глаголица, като печатната глаголица в голяма степен имитира ръкописната.
В Далмация глаголицата се използва широко, главно в религиозни текстове на местните католици, до началото на XIX век. В сегашни дни тя се използва само като локално писмо на католическата епархия Крижевци в Хърватия.

## Глаголица и кирилица
Доказателствата, че глаголицата е първото славянско писмо, могат да се обобщят по следния начин:
1. Следите от глаголическа писмена дейност в Моравия и Панония. В ранни глаголически ръкописи и в текстове, преписи на старинни произведения, се срещат думи и форми, които са явни следи от дейността на светите Кирил и Методий в западнославянските говорни области.
2. Глаголицата е оригинална азбука. Нейният създател е бил добре подготвен „граматик“, който е познавал отлично византийската писменост, но същевременно е имал познания за различни други графични системи. Писмената система, която е успял да създаде, почива на добре премислена езикова организация.
3. „За буквите“ на Черноризец Храбър свидетелства, че първата славянска азбука е била създадена от Константин-Кирил Философ. Списъкът на буквите в това произведение, който може да се възстанови по архаични по текст преписи, съвпада в състава си с най-ранните абецедари (списъци на букви) – Преславския, Мюнхенския, Парижкия Abecenarium Bulgaricum, както и със запазените старобългарски творби с азбучен акростих.
4. В глаголицата могат да се проследят звукови особености, някои от които се срещат в т. нар. рупски български говори.
5. Практиката при палимпсестите е била да се използват глаголически оригинали, върху които се е писало на кирилица, а не обратното[3].

## Състав и структура
Глаголицата съдържа около 44 букви в зависимост от варианта. 24 от оригиналните 38 букви са изведени от графеми на средновековния гръцки минускул. Предполага се, че буквите Ша, Ща и Ци са извлечени от северносемитското писмо – фонемите, които тези букви представят, не съществуват в гръцкия, но са доста разпространени във всички славянски езици. Произходът на останалите букви е неизвестен. За някои от тях се предполага, че произлизат от древноеврейски и самарянски ръкописи, с които Кирил се е запознал по време на пътуването си до хазарите.
Според петербургските филолози М. И. Привалова и Г. М. Прохоров глаголицата е мисионерска азбука, подобна по структура и функция с църковното грузинско писмо хуцури и други източни азбуки. Повечето букви в глаголицата действително наподобяват хуцури по облик, а броят им в двете азбуки е почти еднакъв (38 – 40). При това „съответните звуци на речта се представят чрез видоизменяне на един и същ знак“, а повечето букви имат цифрово значение за разлика от кирилицата, в която цифрово значение имат само заимстваните от гръцката азбука. Тази теория води началото си от края на 19 век и нейни основоположници са Е. М. Гастер (1887 г., Лондон) и Р. Абихт (1895 г., Лайпциг).
Глаголицата е съставена само от един вид букви – няма главни и малки букви. Според графическото си представяне, азбуката се развива в две форми: българска (обла глаголица) и хърватска (ъглеста глаголица).

## Характеристика
Глаголицата има два варианта: объл и ъглест.
В облия вариант преобладават кръгове и плавни криви, докато при ъглестия се срещат доста прави ъгли, а понякога и трапеци. Вижте изображение на двата варианта.
Българската обла глаголица е по-старият вариант. С течение на времето колелцата загубват кръглия си характер и стават ъгловати и начупени. Основните писмени паметници с използвана глаголица са от Х век. Най-известните сред тях са: Зографско четвероевангелие, Асеманиево евангелие, Мариинско евангелие, Рилски глаголически листове, Охридско евангелие, Мюнхенски абецедар, Синайски псалтир. Историческите източници са свързани главно с места, свързани с непосредствената дейност на Кирил и Методий и техните последователи в Моравия, Панония и Охрид.
Хърватската (ъглеста) глаголица се използва от хърватските католици. До края на 11 век не се е различавала от българската глаголица. По-късно буквите стават остри, високи и тесни, тъй като са писани с право перо.
Всички букви имат свои имена, като повечето от тях са приети и за кирилските букви: аз, буки, веди, глагол, добро, есть и т.н. Буквите имат и числена стойност – първите десет за единиците, вторите – за десетиците, третите – за стотиците. Съществува разлика в означаването на числата в глаголицата и в гръцката азбука. Численият ред в глаголицата е оригинален и не следва гръцкия буквен ред.
Следната таблица представя всички букви в глаголицата:
- самата буква (объл вариант);
- името ѝ;
- нейният звуков еквивалент;
- съответната гръцка буква, за която тази буква е използвана;
- и съответната ѝ съвременна кирилска буква (ако съществува).

| Буква            | Unicode | Име                | Звук | Числена стойност | Връзка с гръцкия | Връзка с кирилицата                                       |
| ---------------- | ------- | ------------------ | ---- | ---------------- | ---------------- | --------------------------------------------------------- |
| Аз               | Ⰰ       | Аз                 | а    | 1                | Alpha (Α)        | А                                                         |
| Буки             | Ⰱ       | Буки               | б    | 2                |                  | Б                                                         |
| Веди             | Ⰲ       | Веди               | в    | 3                | Beta (Β)         | В                                                         |
| Глагол           | Ⰳ       | Глагол             | г    | 4                | Gamma (Γ)        | Г                                                         |
| Добро            | Ⰴ       | Добро              | д    | 5                | Delta (Δ)        | Д                                                         |
| Есть             | Ⰵ       | Есть               | е    | 6                | Epsilon (Ε)      | Е                                                         |
| Живете           | Ⰶ       | Живете             | ж    | 7                |                  | Ж                                                         |
| Дзело            | Ⰷ       | Дзело              | дз   | 8                |                  | S („дз“)                                                  |
| Земля            | Ⰸ       | Земля              | з    | 9                | Zeta (Ζ)         | З                                                         |
| ,                | Ⰹ, Ⰺ    | Йота               | и    | 10               | Iota (Ι)         | Й, I                                                      |
| И                | Ⰻ       | Иже                | и    | 20               | Eta (Η)          | И                                                         |
| Джерв            | Ⰼ       | Герв               | г'   | 30               |                  | Г' („гь“), сръбско Ђ („джь“))                             |
| Како             | Ⰽ       | Како               | к    | 40               | Kappa (Κ)        | К                                                         |
| Люди             | Ⰾ       | Люди               | л    | 50               | Lambda (Λ)       | Л                                                         |
| Мислете          | Ⰿ       | Мислете            | м    | 60               | Mu (Μ)           | М                                                         |
| Наш              | Ⱀ       | Наш                | н    | 70               | Nu (Ν)           | Н                                                         |
| Он               | Ⱁ       | Он                 | о    | 80               | Omicron (Ο)      | О                                                         |
| Покой            | Ⱂ       | Покой              | п    | 90               | Pi (Π)           | П                                                         |
| Рци              | Ⱃ       | Рци                | р    | 100              | Rho (Ρ)          | Р                                                         |
| Слово            | Ⱄ       | Слово              | с    | 200              | Sigma (Σ)        | С                                                         |
| Твердо           | Ⱅ       | Твердо             | т    | 300              | Tau (Τ)          | Т                                                         |
| Ук               | Ⱆ       | Ук                 | у    | 400              | Upsilon (Υ)      | У                                                         |
| Ферт             | Ⱇ       | Ферт               | ф    | 500              | Phi (Φ)          | Ф                                                         |
| Хер              | Ⱈ       | Ха                 | х    | 600              | Chi (Χ)          | Х                                                         |
| От               | Ⱉ       | От                 | о    | 700              | Omega (Ω)        | използвана само за възпроизвеждане на гръцки              |
| Ци               | Ⱌ       | Ци                 | ц    | 900              |                  | Ц                                                         |
| Черв             | Ⱍ       | Черв               | ч    | 1000             |                  | Ч                                                         |
| Ша               | Ⱎ       | Ша                 | ш    | 2000             |                  | Ш                                                         |
| Ща               | Ⱋ       | Ща                 | щ    | 800              |                  | Щ                                                         |
| Ер               | Ⱏ       | Ер голям           | ъ    | 3000             |                  | Ъ                                                         |
| Еры              | Ⰺ       | Еры                | ы    |                  |                  | Ы                                                         |
| Ерь              | Ⱐ       | Ер малък           | ь    |                  |                  | Ь                                                         |
| Ят               | Ⱑ       | Ят (е-двойно)      | ѣ    | 4000             |                  | ѣ (произнася се „е“ или „я“), премахната през 1945        |
| Йот              | Ⱖ       | Я                  | я    |                  |                  | Я                                                         |
| Ю                | Ⱓ       | Ю                  | ю    | 5000             |                  | Ю                                                         |
| Юс малък         | Ⱔ       | Юс малък           | ен   |                  |                  | ѧ, не се употребява                                       |
| Юс малък йотиран | Ⱗ       | Юс малък йотиран   | йен  |                  |                  | ѩ, не се употребява                                       |
| Юс голям         | Ⱘ       | Юс голям (носовка) | он   |                  |                  | ѫ (чете се „ъ“, „он“), премахната от българския през 1945 |
| Юс голям йотиран | Ⱙ       | Юс голям йотиран   | йон  |                  |                  | ѭ, не се употребява                                       |
| Фита             | Ⱚ       | Тита               | Т    |                  | Theta            | ѳ, използвана само за възпроизвеждане на гръцки           |
| Ижица            | Ⱛ       | Ижица              | и    |                  | Upsilon          | ѵ, премахната от руския през 1917                         |

## Уникод
Глаголицата е въведена за първи път в уникод версия 4.1. Областта на знаците е U+2C00 – U+2C5E. Вижте: * Unicode таблица (PDF)
Във версия 12.1 са добавени надредни глаголически букви (област: 1E000–1E02F). Вижте: * Unicode таблица (PDF)